# Peptidová nukleová kyselina

Struktura PNA

Peptidová nukleová kyselina (peptide nucleic acid, PNA) je uměle syntetizovaný polymer – analog nukleových kyselin. Na rozdíl od cukr-fosfátové kostry DNA a RNA, je kostra PNA tvořena opakujícími se jednotkami N-(2-aminoethyl)glycinu, které spojuje peptidová vazba.

## Historie výzkumu
PNA nasyntetizovali Peter E. Nielsen (Kodaňská univerzita), Michael Egholm, Rolf H. Berg a Ole Buchardt v roce 1991. Ti se snažili vyvinout malou molekulu, která by byla schopná rozeznávat na dvoušroubovici DNA specifickou sekvencí bází, s cílem navrhnout léky specificky působící na konkrétní geny.

## Struktura a vlastnosti

### Kostra
Kostru PNA tvoří opakující se monomery N-(2-aminoethyl)glycinu spojené peptidovou vazbou. PNA neobsahuje žádné cukerné ani fosfátové zbytky. Každý monomer v PNA nese obdobně jako v DNA jednu ze čtyř nukleových bází (adenin/guanin/cytosin/thymin). Kostra PNA je na rozdíl od DNA a RNA achirální, acyklická a neutrální. Neutralita kostry (cukr-fosfátová kostra DNA je záporně nabitá) významně ovlivňuje vlastnosti PNA. Má za následek silnější vzájemnou vazbu vláken v duplexu DNA/PNA než v klasické dvoušroubovici DNA/DNA. Kromě afinity je zvýšena také specifita vazby DNA/PNA. Případné špatné párování bází je však v duplexu DNA/PNA více destabilizující než v duplexu DNA/DNA (při jedné špatně spárované bázi klesá teplota tání Tm u DNA/PNA průměrně o 15 °C v porovnání s poklesem o 11 °C u DNA/DNA). Vzhledem k absenci elektrostatických interakcí mezi PNA a DNA je jejich vzájemná hybridizace nezávislá na koncentraci solí v roztoku (vysoká hodnota Tm DNA/PNA se s rostoucí koncentrací solí takřka nemění, u DNA/DNA se Tm zvyšuje společně s koncentrací solí). U dvoušroubovice DNA je hodnota Tm ovlivněna obsahem G-C párů v řetězci, u duplexu DNA/PNA je hodnota Tm výrazně ovlivněna také obsahem purinových bází ve vláknu PNA. Neobvyklá kostra chrání PNA před degradací nukleázami a proteázami, čímž prodlužuje její životnost in vivo i in vitro. Zároveň však PNA není rozeznávána polymerázami a nemůže být použita jako primer.

### Vazba s DNA
PNA se může s bázemi vlákna DNA vázat na základě Watson-Crickova párování nebo pomocí Hoogsteenova párování. K vláknu DNA se může vázat paralelně i antiparalelně (preferováno). Při vazbě PNA na komplementární úsek dvoušroubovice DNA mohou vznikat čtyři různé struktury – triplex, triplexní invaze, duplexní invaze a dvojitá duplexní invaze. Při použití jednovlákna PNA může dojít ke vzniku triplexu, kdy je vlákno PNA vázáno do velkého žlábku dvoušroubovice DNA. Tím na každé pozici podél vlákna vzniká trojice bází a to v kombinaci T-A=T nebo C-G=C („=“ značí Hoogsteenovo párování). Tento triplex může vznikat pouze, pokud je jednovlákno PNA homopyridinové, protože každý Hoogsteenův pár vyžaduje v řetězci dvoušroubovice G nebo A. Za použití homopyridinového dvojvlákna PNA dochází na dvoušroubovici DNA k tzv. triplexní invazi. Jedno vlákno PNA vytěsní jedno z vláken DNA a utvoří pomocí Watson-Crickova párování dvoušroubovici se zbylým vláknem DNA. Na něj se pomocí Hoogsteenova párování váže druhé vlákno PNA (vzniká triplex PNA-DNA=PNA), vytěsněné vlákno DNA vytváří podél trojšroubovice jednovláknovou smyčku. Tato smyčka vzniká rovněž při duplexní invazi, kdy jednovlákno PNA utvoří s jedním z vláken DNA dvoušroubovici a zbylé vlákno DNA je vytěsněno. Další možnou strukturou je dvojitá duplexní invaze. Dva pseudokomplementární oligomery PNA (jejich vzájemná komplementarita je nízká, čímž nedochází ke vzniku dvoušroubovice PNA) proniknou do dvoušroubovice DNA a vytváří v daném úseku dvě dvoušroubovice PNA-DNA.

### Konformace
Vlákno PNA dokáže velmi dobře adoptovat konformaci nukleové kyseliny, se kterou se váže. Duplex RNA/PNA zaujímá konformaci v A-formě dvoušroubovice (stejně jako dvoušroubovice RNA). Duplex DNA/PNA zaujímá konformaci typickou pro dvouvlákno DNA - B-formu dvoušroubovice. Dvoušroubovice PNA zaujímá svou vlastní odlišnou konformaci, tzv. P-formu, která je širší než běžné formy (průměr 28 Å) a na jedno otočení dvoušroubovice připadá 18 párů bází.

## Aplikace

### Inhibice transkripce a translace
Schopnost PNA vázat DNA či RNA může být využita pro léčebnou terapii. Transkripci může PNA inhibovat vazbou na DNA v místech iniciace transkripce a blokovat tím nasednutí polymerázy a potřebných iniciačních faktorů. Vazba PNA ve větší vzdálenosti od promotorů brání polymeráze pokračovat v přepisování vlákna a vznikají zkrácené transkripty RNA. Translaci PNA inhibuje vazbou na transkripty mRNA. Na rozdíl od antisense nukleotidů, jejichž použití vede k degradaci mRNA RNázou H, PNA není RNázami rozeznávána a svou vazbou na transkript RNA brání provedení posttranskripčních úprav, transportu mRNA do cytoplazmy a následně samotné translaci. Rozšíření tohoto terapeutického přístupu brání především nedostatečný vstup PNA do buněk, stejně tak jejich poměrně rychlé vyloučení z organismu v moči. Vývoji případných léků (antibiotika, antivirotika, atd.) na základě použití PNA bude muset předcházet vývoj vhodných chemických a farmaceutických úprav, které vylepší biologickou dostupnost PNA.

### PCR
Vlastnosti PNA umožňují její použití při PCR k rozlišení alel s jednonukleotidovou záměnou a následnou specifickou amplifikaci či supresi jedné z nich. Další metoda využití PNA při realtime PCR nese název Q-PNA PCR. Na PNA je připojen „zhášeč“ (angl. quencher - Q-PNA), který maskuje fluorescenci připojeného fluorescenčně značeného DNA primeru. Při inkorporaci primeru do amplikonu dojde k oddělení Q-PNA, díky čemuž lze detekovat fluorescenci vydávanou těmito primery a na základě toho měřit koncentraci amplikonu.

### In situ hybridizace
Efektivita hybridizace PNA je využívána také při metodě fluorescenční in situ hybridizace (FISH). Větší specifita PNA umožňuje používat kratší sondy než v případě DNA sond. Výhodné je jich použití při studiu repetitivních sekvencí, kdy PNA-FISH umožňuje použití metody za nižší koncentrace solí, čímž se zabrání nechtěné renaturaci komplementárních vláken namísto hybridizace se sondami.

## PNA svět
Jedna z hypotéz o vzniku života předpokládá, že původní život na Zemi mohl být založen na PNA a že později se „PNA svět“ přeměnil v „RNA svět“. Hlavními argumenty je větší chemická stálost a jednoduchost PNA v porovnání s RNA, která by PNA umožnila vyvinout se a přežít v primitivních prebiotických podmínkách. PNA v sobě zároveň nese potřebnou informaci ve formě nukleotidů. Hlavní mezerou v této teorii je však absence molekul PNA s katalytickou aktivitou, které by umožňovaly replikaci PNA.